# Centro de Interpretación del Patrimonio Cultural de Caudete

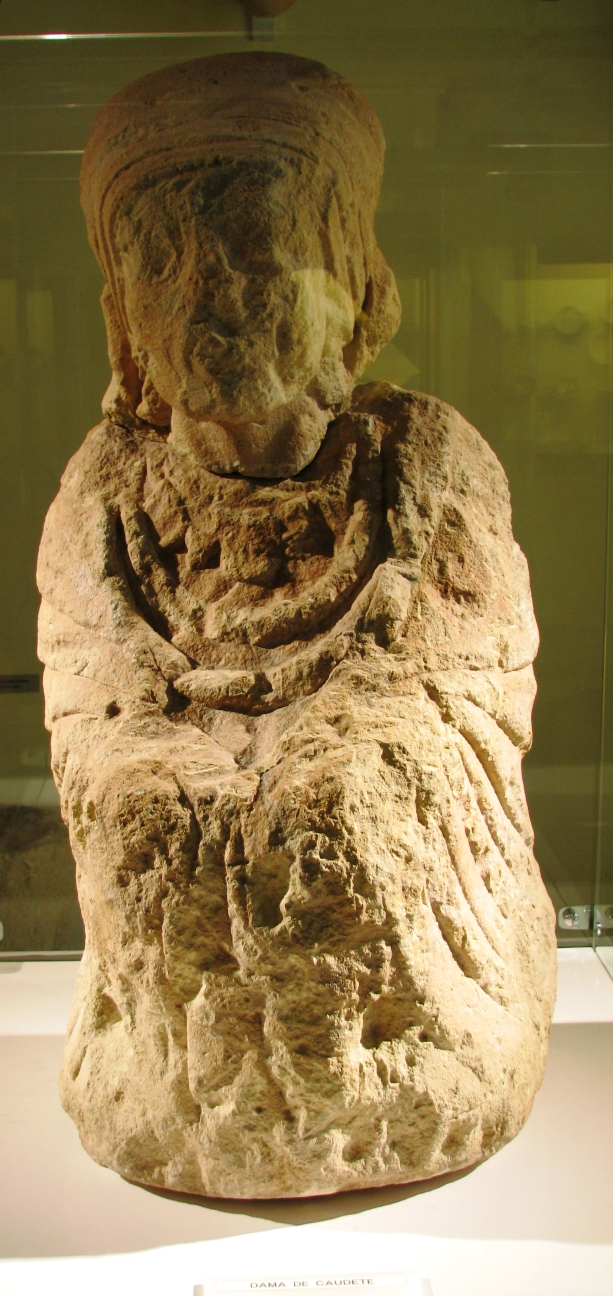
Dama de Caudete.

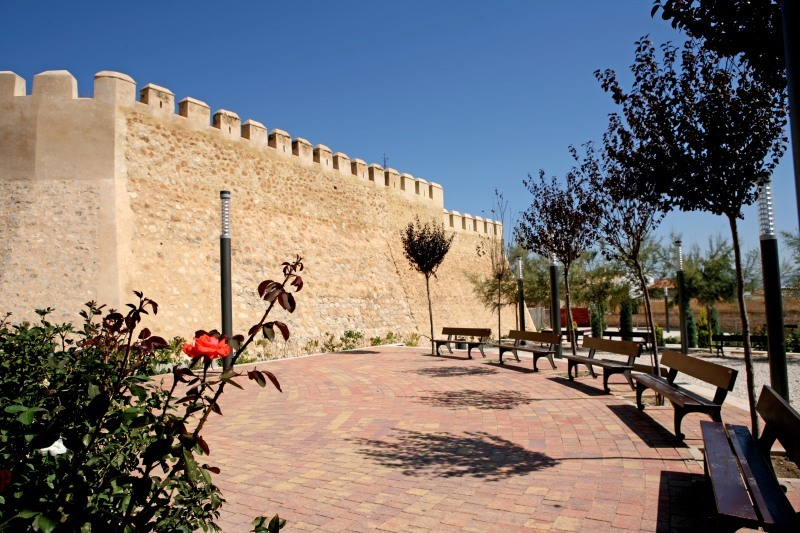
Castillo de Caudete.

El Centro de Interpretación del Patrimonio Cultural de Caudete (Albacete), España, es un equipamiento municipal que pretende informar sobre las características geográficas, históricas y culturales de este municipio albaceteño.
Cuenta con un centro de recepción de visitantes, un aula de historia, una colección documental y arqueológica con piezas procedentes de los diversos yacimientos de su término municipal, comprendidos entre el neolítico y la Edad Contemporánea. En la exposición, destaca el fragmento de un «pilar estela» de origen íbero y la reproducción a escala de una casa íbera.

## Ubicación
El centro está situado en la calle de San Joaquín de la localidad de Caudete, perteneciente al municipio del mismo nombre de la provincia de Albacete. Para los horarios de visita es necesario consultar a la oficina de turismo de Caudete.

## Equipamiento
Cuenta con ocho paneles explicativos y varias vitrinas temáticas que albergan desde fotos y documentos a diversas piezas arqueológicas que muestran las diversas etapas de la historia de Caudete. La primera de ellas es una introducción al medio físico del municipio, ubicado a medio camino entre el Levante mediterráneo y La Mancha, y a las fuentes o «capuz aquae» que dieron nombre a esta localidad.
Los restantes paneles y vitrinas muestran diversas piezas arqueológicas halladas en el municipio, así como diversos documentos que forman parte de la historia de Caudete. La colección de piezas arqueológicas, procedente de las diversas épocas de la historia de la localidad, está formada por recipientes cerámicos decorados, hachas de piedra pulida, molinos de mano, puntas de flecha, adornos, monedas, fusayolas, fíbulas, pesas de telar, adornos y amuletos, entre otros.
La exposición se inicia en el Neolítico y su yacimiento de la «Cueva Santa», para continuar con los poblados de la Edad del Bronce, entre los que está el de la «Atalaya de la Perdiz». Del periodo íbero destacan los restos arqueológicos hallados en la necrópolis de «Los Capuchinos», como «La Cierva», «La Dama» y el fragmento del «pilar estela». Esta última consistente en un pilar que formó parte de un enterramiento íbero. Además se incluye una reproducción a escala de una casa íbera con sus diversas dependencias y enseres.
La colección incluye también muestras de cerámicas, monedas, fíbulas y amuletos de época romana, de la dominación árabe —época a la que pertenece el Castillo de Caudete y la torre de Bogarra—, de la conquista cristiana y la incorporación de Caudete a la Corona de Aragón.
Destaca también la presencia de diversos documentos escritos en latín, valenciano y castellano que proceden de pleitos y de diversas actividades de la vida civil, mercantil y municipal de los siglos XVII al XX, así como varios objetos cerámicos y de adornos propios de cada época. Entre estos documentos, destaca el acta municipal del primer ayuntamiento democrático de Caudete que, a su vez, sirve de cierre para la exposición histórica.
El centro también cuenta con programas y cuadernillos didácticos para escolares y una exposición audiovisual.